# 齋藤史郎
齋藤 史郎（さいとう しろう、1930年9月16日 - 2016年2月19日）は、日本の医学者。徳島大学名誉教授。徳島健祥会福祉専門学校校長。

## 経歴
新潟県三条市出身。1959年に東京大学大学院生物系研究科第一臨床医学専門課程博士課程を修了。東京大学医学部付属病院助手などを経て、1981年に徳島大学医学部教授となり、付属病院長、1992年に医学部長を歴任、1996年3月に退官した。1997年に同大学学長に就任し、その間に徳島大学埋蔵文化財調査委員長などを歴任した。2003年に同大学学長を退任し、同年4月に徳島健祥会福祉専門学校校長に就任。2007年、瑞宝重光章受章。

## 著書
- 『陽はのぼり人はゆく』（2007年5月、徳島出版）

## 共著
- 『多発性内分泌腫瘍症とその遺伝子異常』（横越浩、吉本勝彦、齋藤晴比古、1989年1月、トプコ出版部）
- 『多発性内分泌腫瘍症』（吉本勝彦、1999年1月、文光堂）